# Nacionalno prvenstvo ZDA 1919
Nacionalno prvenstvo ZDA 1919 v tenisu.

## Moški posamično
William Johnston :  Bill Tilden  6-4 6-4 6-3

## Ženske posamično
Hazel Hotchkiss Wightman :  Marion Zinderstein  6-1, 6-2

## Moške dvojice
Norman Brookes /  Gerald Patterson :  Bill Tilden /  Vincent Richards 8–6, 6–3, 4–6, 4–6, 6–2

## Ženske dvojice
Marion Zinderstein /  Eleanor Goss :  Eleonora Sears /  Hazel Wightman 10–8, 9–7

## Mešane dvojice
Marion Zinderstein /  Vincent Richards :  Florence Ballin /  Bill Tilden 2–6, 11–9, 6–2 <